# فينيه ألونزو كراتشفيلد جونيور
فينيه ألونزو كراتشفيلد جونيور (بالإنجليزية: Finis Alonzo Crutchfield, Jr.)‏ هو قسيس أمريكي، ولد في 22 أغسطس 1916 في هنريتا في الولايات المتحدة، وتوفي في 21 مايو 1987.